# Ein altes Blatt
Ein altes Blatt ist eine kurze Erzählung von Franz Kafka, die 1920 im Band Ein Landarzt erschien. Die Schilderungen erinnern an die damals bekannte Schriftstellerin Lulu Gräfin Thürheim mit ihrer Schrift Mein Leben. Erinnerungen aus Österreichs großer Welt, die Kafka nachweislich sehr geliebt hat.

## Zusammenfassung
Ein Schuster erzählt von der schlimmen Belagerung seiner Stadt durch fremde Nomaden. Eine Episode handelt davon, wie die Nomaden einen Ochsen bei lebendigem Leib auffressen. Vom schrecklichen Gebrüll des Ochsen aufgeschreckt, erscheint sogar der Kaiser am Fenster seiner Gemächer. Aber er und seine Wachen verteidigen die Untertanen nicht gegen die Nomaden. Vielmehr sehen sich die Bürger der Stadt alleingelassen und sie wissen, dass sie daran zugrunde gehen.

## Form
Die Erzählung über die Invasion der Nomaden erscheint in der Ich- bzw. in der Wir-Form. Das verängstigte Volk scheint angesichts des Schreckens eng zusammenzurücken. Ein anonymer Erzähler würde dem nicht gerecht. Im einleitenden Satz ebenso wie im letzten Satz, sozusagen als Klammer um das Prosastück, wird das Machtvakuum ausgehend von einem schwachen und unentschlossenen Kaisertum thematisiert. Und nur dadurch ist ja der Nomadeneinfall möglich geworden.

## Textanalyse
Zunächst fragt man sich, was der Titel der Geschichte mit dem Inhalt zu tun hat. Ist es eine Geschichte, die auf einem alten Blatt zu lesen ist, also aus längst vergangener Zeit stammt und deren Inhalt sich dadurch bereits überholt hat? Die Vorgänge in der Stadt mit dem Kaiserpalast lassen an den Einfall der Mongolen als Nomaden mit archaischen Gebräuchen in das zivilisierte, aber nicht wehrhafte China denken.
Anders als der erzählende Schuster wissen wir aber, dass die Staatsmacht sich dieses Problems irgendwann durchaus annimmt und eine große Mauer errichtet gegen die Völker im Norden. Das Thema führt Kafka in der Erzählung Beim Bau der Chinesischen Mauer fort. Dort wird auch Bezug genommen auf die Bücher der Alten mit den dargestellten Grausamkeiten, mit denen man Kinder zu erschrecken pflegt.
Dem Schuster und den anderen Bürgern der Stadt hilft der spätere (oder ferne) Mauerbau aber nicht in ihrer augenblicklichen, aussichtslosen Lage. Sie stehen hilflos den Nomaden gegenüber, die nicht direkt als grausam beschrieben werden, sondern in ihrer Primitivität und Animalität als mental überlegen.
Übrigens wird eine den Nomaden ähnliche Blutgier auch in der Erzählung Schakale und Araber thematisiert.
Durch Anstrengung und das Fortschreiten der Zeit wird Abhilfe geschaffen. Wir wissen aber auch aus der Geschichte Beim Bau der Chinesischen Mauer, dass diese Abhilfe nur unvollkommen war, da die Mauer nie ganz vollendet wurde.
Kafka hat einen Bezug zu seinem Namen eingebracht. Die Nomaden verständigen sich untereinander mit einer eigenartigen Sprache, ähnlich dem Geschrei der Dohlen (Dohle = tschechisch kavka). Es ist kaum eine richtige Sprache, aber es ist die Sprache der Mächtigen.

## Zitate
- „Bekämen die Nomaden kein Fleisch, wer weiß, was ihnen zu tun einfiele; wer weiß allerdings, was ihnen einfallen wird, selbst wenn sie täglich Fleisch bekommen.“
- „Ich lag wohl eine Stunde ganz hinten in meiner Werkstatt platt auf dem Boden und alle meine Kleider, Decken und Polster hatte ich über mir aufgehäuft, nur um das Gebrüll des Ochsens nicht zu hören, den von allen Seiten die Nomaden ansprangen, um mit den Zähnen Stücke aus seinem warmen Fleisch zu reißen.“

## Rezeption
Scholz (S. 54) führt aus, dass die Metaphorik von Aggression einerseits und totaler Machtlosigkeit andererseits in scharfen Konturen veranschaulicht wird. Es findet hier ein Einbruch des Schrecklichen in die vertraute Welt statt, ähnlich wie in Der Schlag ans Hoftor.

## Ausgaben
- Sämtliche Erzählungen. Herausgegeben von Paul Raabe. Fischer Taschenbuch Verlag, Frankfurt am Main und Hamburg 1970, ISBN 3-596-21078-X.
- Die Erzählungen. Originalfassung. Herausgegeben von Roger Hermes. Fischer Verlag, 1997, ISBN 3-596-13270-3.
- Drucke zu Lebzeiten. Herausgegeben von Wolf Kittler, Hans-Gerd Koch und Gerhard Neumann. Fischer Verlag, Frankfurt/Main 1996, S. 263–267.

## Sekundärliteratur
- Peter-André Alt: Franz Kafka: Der ewige Sohn. Eine Biographie. Verlag C.H. Beck, 2005, ISBN 3-406-53441-4.
- Cerstin Urban: Franz Kafka: Erzählungen I. Königs Erläuterungen und Materialien (Bd. 279). Bange Verlag, Hollfeld 2005, ISBN 978-3-8044-1726-7.
- Ingeborg Scholz Franz Kafka Erzählungen I. Königs Erläuterungen. Bange Verlag, 1991, ISBN 3-8044-0313-1.
- Reiner Stach: Kafka: Die Jahre der Erkenntnis. S. Fischer, ISBN 978-3-10-075119-5.
- Bettina von Jagow, Oliver Jahraus: Kafka-Handbuch Leben-Werk-Wirkung. Vandenhoeck & Ruprecht, 2008, ISBN 978-3-525-20852-6.